# 杉野太陽
杉野 太陽（すぎの たいよう、2002年7月16日 - ）は、日本のラグビー選手。

## プロフィール
- メインポジションはウィング(WTB)[2]。
- 7人制日本代表に選ばれたことがある[3]。

## 略歴
岡山県倉敷市出身。2021年、倉敷工業高校卒業。九州共立大学に入る。